# جوليو بابتيستا
جوليو سيزار كليمنت بيريرا باتيستا (بالبرتغالية: Júlio Baptista‏) من مواليد 1 أكتوبر 1981 في ساو باولو في البرازيل، لاعب كرة قدم برازيلي سابق.
بدأ مسيرته الكروية مع نادي ساو باولو في عام 2000، ولعب معهم حتى عام 2003، وشارك معهم في 73 مباراة وسجل 10 هدف، وفي عام 2003 انتقل إلى نادي إشبيلية الإسباني، ولعب معهم حتى عام 2005، وشارك معهم في 63 مباراة وسجل 38 هدف، وفي عام 2005 انتقل إلى نادي ريال مدريد الإسباني، ولعب معهم 32 مباراة وسجل 8 أهداف، وأعير في عام 2006 إلى نادي آرسنال الإنجليزي، وبعدها عاد إلى ريال مدريد بعد انتهاء فترة الإعارة وتمكن من تحقيق لقب الدوري الإسباني، إلا أن كانت طمحاته أكبر من أن يجلس في دكة البدلاء لهذا السبب انتقل في موسم 2008/2009 إلى نادي روما.
و قد بدأ باللعب مع منتخب البرازيل لكرة القدم في عام 2001.

## مسيرته الكروية
لعب جوليو بابتيستا خلال مسيرته الاحترافية مع 9 أندية في عشرون موسمًا وسجل خلالها 103 هدف ضمن 357 مباراة. ولم يفز بأي موسم بالكأس وفاز في أربعة مواسم بالدوري.
خاض جوليو بابتيستا مسيرته مع نادي ساو باولو في موسم 2000 ليلعب معه أربعة مواسم، مشاركًا في 73 مباراة سجل خلالها 10 أهداف. ثم انتقل إلى نادي إشبيلية في موسم 2003–04 ولمدة موسمين، حيث شارك في 63 مباراة سجل خلالها 38 هدفًا. لينتقل بعدها إلى نادي ريال مدريد في موسم 2005–06 في المرة الأولى لمدة موسم واحد ثم في موسم 2007–08 لمدة موسم واحد، مشاركًا طوالها في 58 مباراة سجل خلالها 11 هدفًا. ثم انتقل إلى نادي أرسنال في موسم 2006–07 لمدة موسم واحد، مشاركًا في 24 مباراة سجل خلالها 3 أهداف. هذا وانتقل لاحقًا إلى نادي روما في موسم 2008–09 واستمر معه طيلة ثلاثة مواسم، مشاركًا في 57 مباراة سجل خلالها 12 هدفًا. ثم انتقل بعدها إلى نادي مالقا في موسم 2010–11 واستمر معه طيلة ثلاثة مواسم، مشاركًا في 29 مباراة سجل خلالها 14 هدفًا. ليعود وينتقل من جديد، لكن هذه المرة إلى نادي كروزيرو في موسم 2013 واستمر معه طيلة ثلاثة مواسم، مشاركًا في 28 مباراة سجل خلالها 9 أهداف. لينتقل بعدها إلى نادي أورلاندو سيتي ما بين عامي 2016 و2017 لمدة موسم واحد، مشاركًا في 23 مباراة سجل خلالها 6 أهداف. ثم لعب في نادي سي إف آر كلوج في موسم 2018–19 لمدة موسم واحد، مشاركًا في مباراتين ولم يسجل أي هدف.

## روابط خارجية
- جوليو بابتيستا على موقع الاتحاد الدولي (مؤرشف)  (الإنجليزية)
- جوليو بابتيستا على موقع الاتحاد الأوربي (الإنجليزية)
- جوليو بابتيستا على موقع الدوري الأمريكي (الإنجليزية)
- جوليو بابتيستا على موقع قاعدة بيانات كرة القدم.إي يو (الإنجليزية)
- جوليو بابتيستا على موقع ليكيب (الفرنسية)
- جوليو بابتيستا على موقع ناشيونال فوتبول تيمز (الإنجليزية)
- جوليو بابتيستا على موقع Soccerbase.com (لاعب) (الإنجليزية)
- جوليو بابتيستا على موقع Soccerway.com (الإنجليزية)
- جوليو بابتيستا على موقع عالم كرة القدم.نت (الإنجليزية)
- جوليو بابتيستا على موقع كووورة